# Sepp Schauer
Sepp Schauer (Monaco di Baviera, 5 luglio 1949) è un attore tedesco, principalmente conosciuto per aver interpretato il personaggio di Alfons Sonnbichler nella soap opera Tempesta d'amore. In precedenza aveva recitato anche nelle serie televisive Il commissario Kress, Siska e L'ispettore Derrick.

## Filmografia

### TV
- 1982: Monaco Franze
- 1985-1986: Comunque e comunque (cameo)
- 1986: Alla libertà
- 1986: Theaterstadl di Peter Steiner - La trappola
- 1986: Didi a pieno regime
- 1987: Theaterstadl di Peter Steiner - La cura dell'ombra
- 1988: modello SOKO 5113 – Sanremo
- 1989: Derrick - Mozart e la morte
- 1991: Manta Manta
- 1991: Incendio
- 1991: La fossa dei leoni (cameo)
- 1992: Scena del crimine - Marchio di Caino
- 1993-1997: torrent
- 1994: Tre giorni ad aprile
- Unsere Schule ist die Beste - serie TV, ep. 01x01-01x04-01x08 (1994)
- 1997: Scena del crimine - Il diavolo
- 1997: Mali
- 1997/2005: Storie d'inverno bianco-blu
- 1998: The Bulle von Tölz: Death on Walpurgis Night
- 1998: Litchi bianco blu
- 1998: Forsthaus Falkenau - amore a prima vista
- 2000: Medicopter 117 – Salto della morte
- 2000: Eredità
- 2001: The Dance with the Devil - Il rapimento di Richard Oetker
- 2001: The Manns - A Novel of the Century (serie televisiva)
- 2001: Scena del crimine – E oltre c'è New York
- 2003-2005: Monaco 7°
- 2004: Forsthaus Falkenau – rifiuti tossici
- 2004: Il toro di Tölz: Lo sport è omicidio
- 2005: Il toro di Tölz: amare il dolore
- dal 2005: Tempesta d'Amore
- 2005: La spilla della commedia - Gli americani con la glassa
- 2005: Il barone della commedia - Herzsolo
- 2005: Il barone della commedia : Le carte non mentono
- 2005: Der Komödienstadel : Hopfazupfa
- 2006: Il barone della commedia : The Liver Kasbaron
- 2006: Der Komödienstadel – Die Maibaumwache
- 2006: Improvvisamente nonno
- 2006: Il disgusto del Natale
- 2008: The Old One - Un assassino nel nostro villaggio
- 2009: Utta Danella – Il fidanzato del mio migliore amico
- 2009: Vasca da bagno fortunata
- 2009: Tatort - Noi siamo i bravi ragazzi
- 2012: Utta Danella - Il segreto di Praga
- 2013: I poliziotti di Rosenheim - I morti nella scatola
- 2013: Il Gruber
- 2014: Utta Danella – Dei ragazzi e delle mucche
- 2015: Monaco 110 – Albicocca, non arancia!
- 2017: chi lo sa? (gruppo di consulenza)
- 2018: The Old One - L'arte del fallimento
- 2019: Camera con fienile - Buone vacanze bestiali

### Cinema
- 1983: Die unglaublichen Abenteuer des Guru Jakob
- 1990: Abrahams Gold
- 1991: Manta Manta (Nebenrolle)
- 2001: Die Scheinheiligen
- 2005: … von wegen! (Nebenrolle)
- 2006: Wer früher stirbt ist länger tot
- 2008: Räuber Kneißl